# Anurophorus konseli
Anurophorus konseli är en urinsektsart som beskrevs av Kseneman 1936. Anurophorus konseli ingår i släktet Anurophorus och familjen Isotomidae. Inga underarter finns listade i Catalogue of Life.